# Macintosh SE

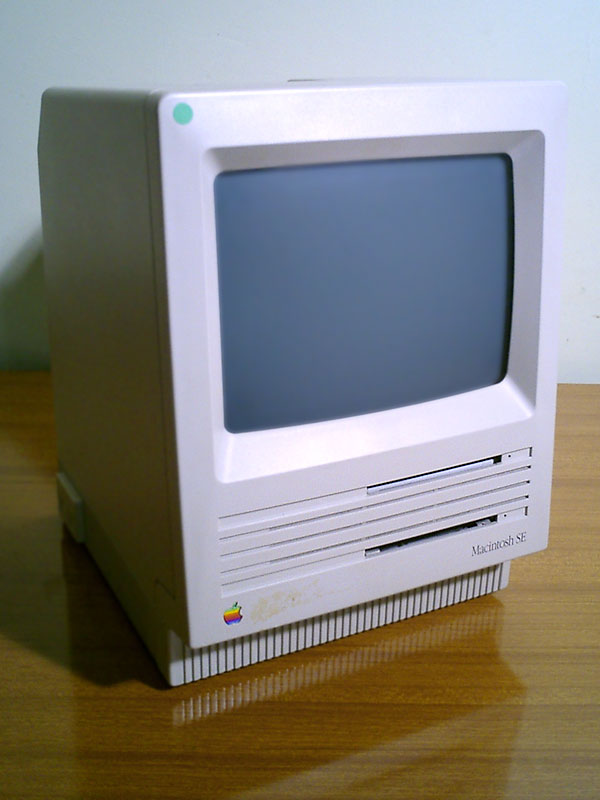
Macintosh SE.

El  Macintosh SE  va ser presentat per Apple al mateix temps que el Macintosh II. Tenia una carcassa similar a la de l'ordinador Macintosh original, però amb lleugeres diferències quant al color i el disseny.
Les característiques més destacables de l'SE, comparades amb les del seu predecessor similar, el Macintosh Plus, eren:
- Primer Macintosh compacte amb espai per a un disc dur intern, o si l'usuari ho desitjava, disqueteres duals.
- Primer Macintosh compacte que incorporava una ranura d'expansió (SE són les sigles de  System Expansion  - "Expansió del sistema").[2]
- Utilitzava el Apple Desktop Bus (ADB), introduït amb l'Apple IIGS, per a la interfície del teclat i ratolí.
- Suport millorat de SCSI amb un major rendiment de processament de dades.

Originalment, el Mac SE permetia usar només disquets de Simple Densitat (400K) i Doble Densitat (800K). L'agost de 1989, Apple va introduir el Macintosh SE FDHD amb la nova SuperDrive, una disquetera que podia manejar disquets d'alta densitat (HD) (1,4 MB). Els disquets d'alta densitat es convertirien en un estàndard  de facto  des d'aquest moment, tant per als ordinadors Macintosh com per als PC.
Més tard, Apple va presentar el Macintosh SE/30 el gener de 1989, venent una placa mare SE/30 com una extensió (més aviat cara) per al SE. El SE es va deixar de fabricar a l'octubre de 1990 amb la introducció del Macintosh Classic.